# Aralsee
Der Aralsee (sprich Áralsee; kasachisch Арал теңізі Aral teñizi; usbekisch Orol dengizi; russisch Аральское море Aralskoje more; im Altertum Oxiana) war ein großer, abflussloser Salzsee in Zentralasien. Durch lang andauernde Austrocknung zerfiel der See um die Wende vom 20. zum 21. Jahrhundert in mehrere erheblich kleinere Teile.
Die Überreste bilden seitdem der Nördliche Aralsee, der Westliche Aralsee, der zwischen beiden liegende Barsakelmessee und die Wüste Aralkum. Sie alle liegen innerhalb der Aralo-Kaspischen Senke in einem Becken, dem Tiefland von Turan, und gehören zu Kasachstan, zu Usbekistan sowie teils zu beiden Staaten. Der etwas weiter südlich in Turkmenistan liegende, ursprünglich mit dem Aralsee verbundene Aibugirsee wurde schon früher abgetrennt. Aufgrund des kontinentalen Klimas herrschen Halbwüsten- und Wüstenklimate vor.
Die seit etwa 1960 zunehmende Austrocknung des Sees stellt weltweit eine der größten vom Menschen verursachten Umweltkatastrophen dar. Mit ursprünglich rund 68.000 Quadratkilometern Ausdehnung (beinahe die Fläche Bayerns) war der Aralsee bis Anfang der 1960er Jahre der viertgrößte Binnensee der Erde.

## Vorgeschichte und Lage

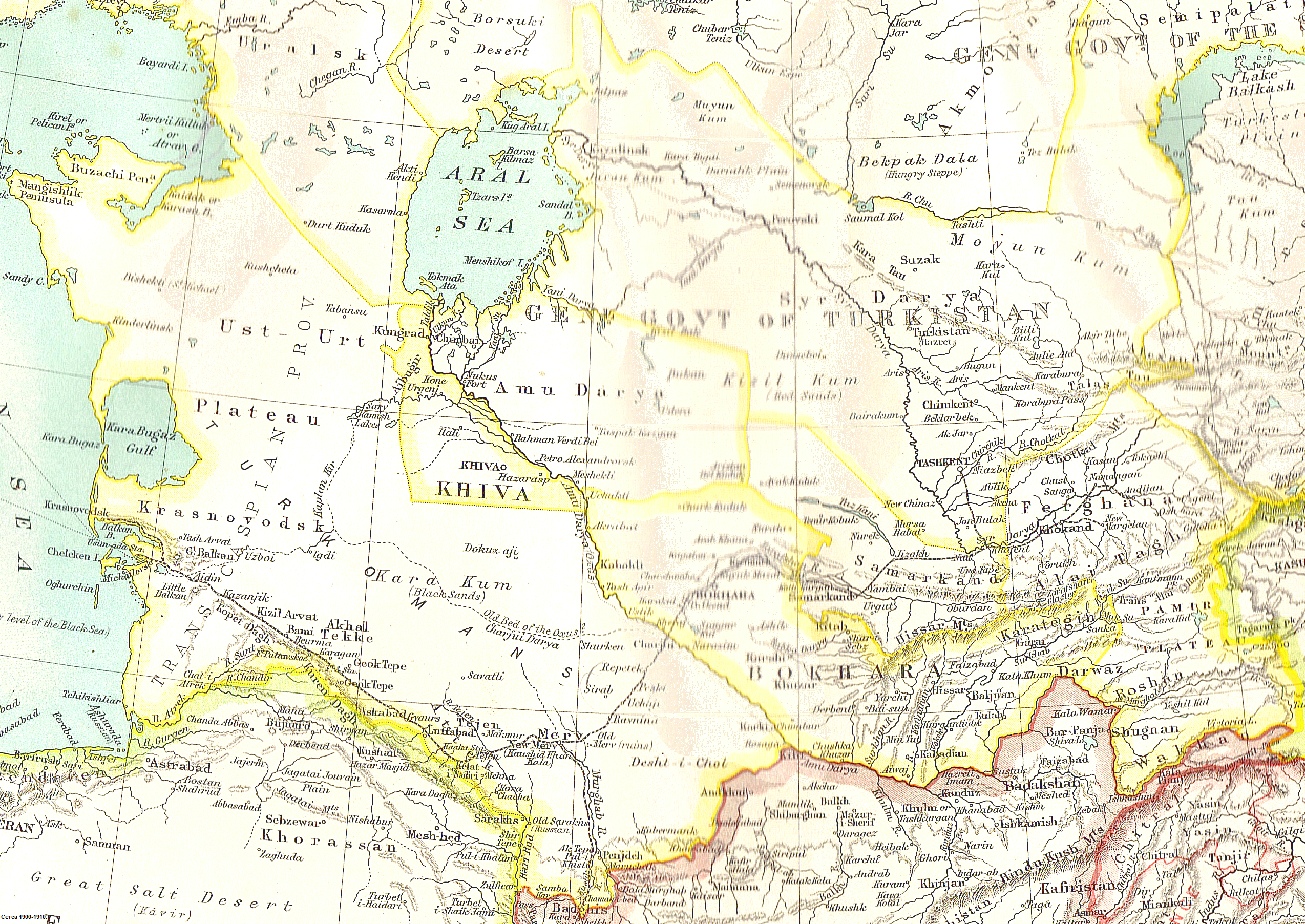
Aralsee mit dem Amudarja-Flusssystem, darunter dessen vermutetes altes Flussbett, Oxus, nördlicher Usboi am Fuß des Berges Kaplankyr und dem Westlichen Usboi (Karte: 1903)

Aufgrund natürlicher Klimaschwankungen und tektonischer Bewegungen war der Spiegel des Aralsees mehrmals großen Schwankungen unterworfen. Während des Oligozäns herrschte ein deutlich feuchteres Klima. Über den größten Teil der Aralo-Kaspischen Niederung erstreckte sich ein riesiges Binnenmeer. Das Sarmatische Meer – ein Teil der Paratethys – war über das Kaspische Meer mit dem Schwarzen Meer verbunden. Eine Verbindung der Paratethys zum Mittelmeer und dadurch zum Atlantik bestand nach der alpidischen Orogenese nicht mehr, da nach gängiger Lehrmeinung die heutige Verbindung zwischen Schwarzem Meer und Mittelmeer erst zu einem späteren Zeitpunkt entstand.
Nach Ablagerung der sarmatischen Schichten im Obermiozän fiel das Ustjurt-Plateau trocken. Die Aral-Senke entstand durch tektonische Bewegungen vor drei bis fünf Millionen Jahren im Zeitalter des Pliozäns. Sie hoben und senkten die Region rund um den Aralsee. Diese veränderten den Verlauf der Flüsse, hauptsächlich des Amudarja und dessen Nebenflüsse, zu denen der Usboi gehörte. Es bildete sich ein Binnenmeer in der Aralo-Kaspischen Senke, in das das Ustjurt-Plateau als Halbinsel hineinragte. Es bildeten sich natürliche Kanäle zwischen dem kaspischen und dem aralischen Teil, letzterer zerfiel in die Sarykamysch-Senke und die Senke des heutigen Aralsees.
Die Abnahme der Niederschläge im Holozän (Nacheiszeit) und die damit relativ verstärkte Verdunstung sowie die Ablagerung von Sedimenten führte zum Absinken des Wasserstandes. Die Verbindungen zum Kaspischen und zum Schwarzen Meer wurden schließlich unterbrochen und die große zusammenhängende Wasserfläche in einzelne Seen aufgeteilt. Sicher ist, dass die großen Gewässer vom Mittelmeer bis zum Aralsee die Überreste des Urozeans Tethys darstellen.
Auch für das Holozän sind deutliche Wasserstandsschwankungen belegt: In der Bronze- und der Eisenzeit (von 3000 bis 500 v. Chr.) lag der Wasserspiegel des Sees so tief, dass Menschen in 42 bis 46 Meter Höhe über dem Meeresspiegel siedelten. Rund 10 Meter höher wurden Siedlungen aus der Spätantike und dem frühen Mittelalter gefunden. Geologische Beobachtungen von Sedimentprofilen weisen darauf hin, dass der Seespiegel um 3000 und 1000 v. Chr. mit 65 bzw. 73 Metern deutlich höher als heute gelegen war und das Oxus-Delta überflutete. Vermutet wird, dass der Amudarja, der zuvor über den heute ausgetrockneten Usboi ins Kaspische Meer abgeflossen war, durch tektonische Bewegungen in den Aralsee umgeleitet wurde, sodass das Aralbecken vollständig gefüllt wurde und der gesamte See über die Sarykamysch-Senke wieder den Usboi erreichte. Vom 13. Jahrhundert bis Mitte des 16. Jahrhunderts dürfte der Amudarja erneut in das Kaspische Meer geflossen sein. Um das Jahr 1200 muss der See bereits einmal nahezu ausgetrocknet gewesen sein; eine Siedlung aus dem 13. Jahrhundert (Kerderi) lag nur 32 Meter über dem Meeresspiegel.

## Neuere Forschung bis zur Gegenwart

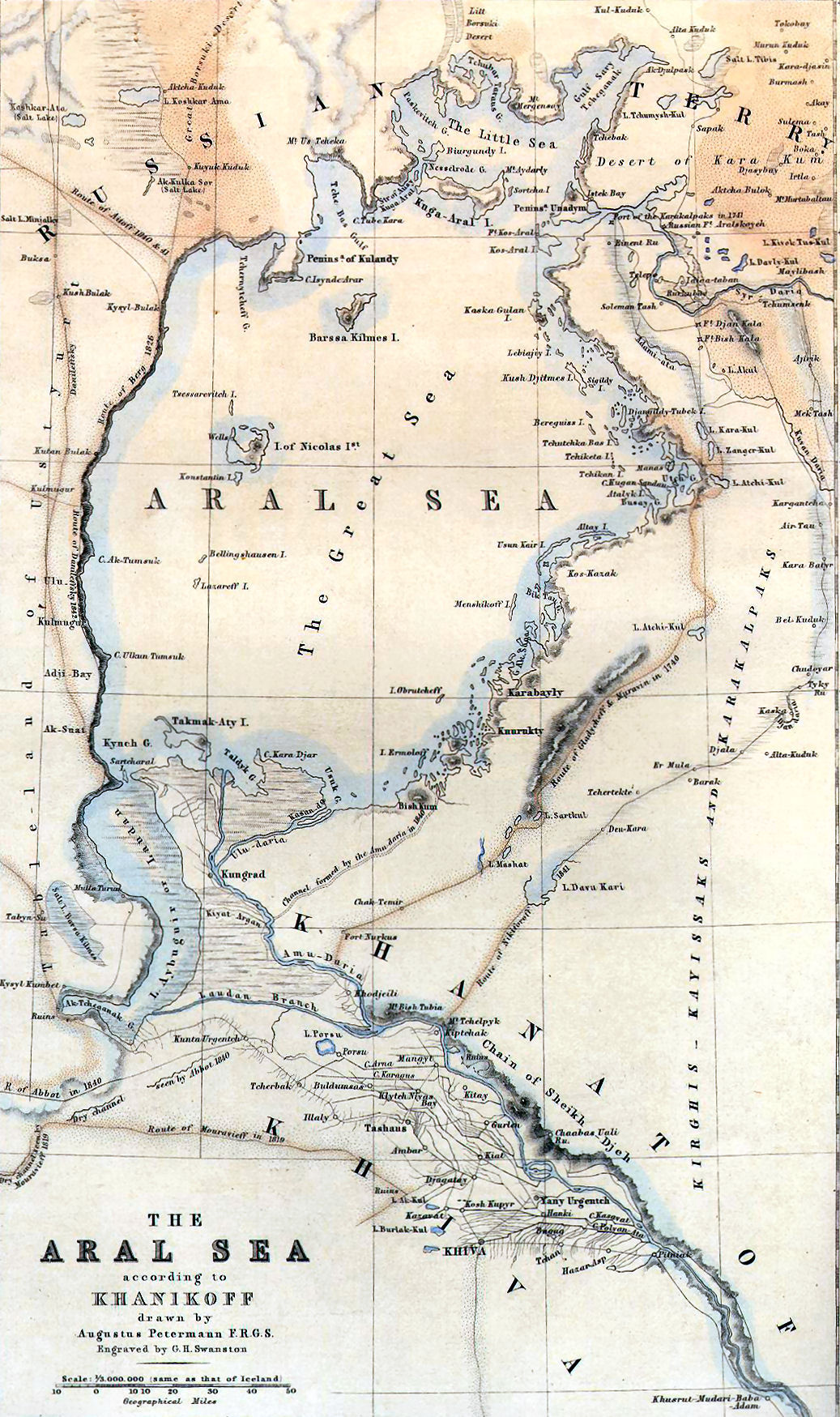
Karte des Aralsees von 1851

Bis ins 17. Jahrhundert verlagerte der Amudarja sein Flussbett so weit nach Osten, dass er die Sarykamysch-Senke nicht mehr erreichte und erneut in den Aralsee floss. Ab 1695 recherchierte Semjon Remesow in Moskau anhand bestehender Quellen für den ersten Sibirischen Atlas (bis 1701) und rückte damit auch den Aralsee ins Bewusstsein der Öffentlichkeit, allerdings blieb die Ausdehnung des Sees im Wesentlichen schematisch, d. h. ohne Buchten und die meisten Inseln. Erst 1850 brachte die russische Marine eine erste genauere Karte heraus, für die der russische Admiral Alexei Butakow eine Forschungsreise unternahm. In deutscher Sprache berichtete die Berliner Zeitschrift für allgemeine Erdkunde 1858 und 1866 darüber.
Seit Beginn der Messungen Ende des 18. Jahrhunderts bis zu den sowjetischen Eingriffen in den Wasserhaushalt ab den 1960er Jahren variierte die Höhe des Wasserspiegels über dem Meeresspiegel um 4,40 Meter. Er sank dabei zunächst von 51,84 Metern bis 1824 kontinuierlich auf ein Minimum von 49,10 Meter, um anschließend – unter immer wiederkehrenden Schwankungen – bis 1960 auf ein Maximum von 53,50 Meter anzusteigen:
| Jahr                    | 1780  | 1824  | 1843  | 1857  | 1862  | 1880  | 1912  | 1920  | 1925  | 1930  | 1935  | 1948  | 1960  |
| ----------------------- | ----- | ----- | ----- | ----- | ----- | ----- | ----- | ----- | ----- | ----- | ----- | ----- | ----- |
| Wasserspiegel über Meer | 51,84 | 49,10 | 51,10 | 49.90 | 50,15 | 49,35 | 53,35 | 52,50 | 53,18 | 52,76 | 53,25 | 52,56 | 53,50 |

## Klima
Im Tiefland von Turan herrscht semiarides Klima. Sie ist Teil der Eurasischen Steppe, wobei der Bewuchs der einer Trockensteppe ist. Begünstigt wird dies durch die Hochgebirge im Südwesten, Süden und Osten, die zum Beispiel den von Süden kommenden Monsun des Indischen Ozeans abhalten. Feuchtigkeit kommt hingegen im Sommer von nordatlantischen und europäischen Nordmeerwolkenmassen. Die dominierenden Winde kommen aus Westen sowie Nordwesten bis Nordosten. Örtliche Tiefdruckgebiete bedingen eine große Anzahl Wirbelstürme. Pro Jahr fallen zwischen 30 und 200 Millimeter Niederschlag, am See etwa 100 Millimeter. Die Niederschlagsverteilung ist sehr unregelmäßig. Es kann zu monatelanger Trockenheit, aber auch zu Schneefall kommen. Es ist möglich, dass der Aralsee vor 1960 die Luftfeuchtigkeit in Bodennähe zwischen 3 und 5 Prozent anhob und den jährlichen örtlichen Niederschlag um 10 mm erhöhte.

## Verlandung

Animierte Karte vom Austrocknen des Aralsees

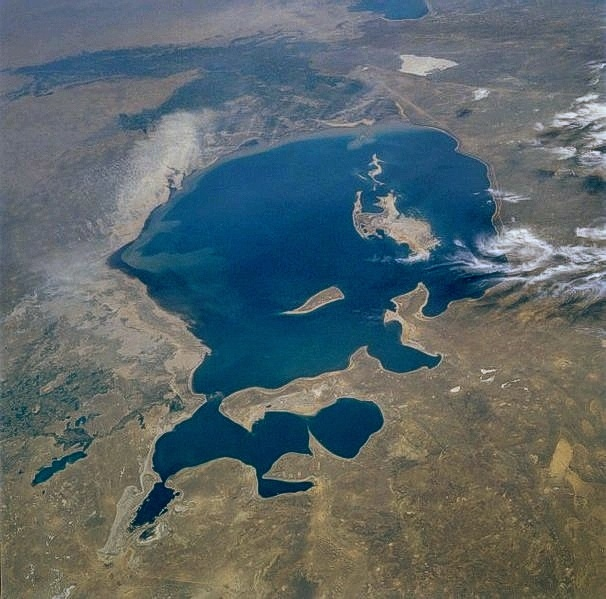
Aralsee 1985, von Norden

Die Hauptzuflüsse sind traditionell die Flüsse Amudarja (vom Süden her kommend) und Syrdarja (vom Osten). Ihnen werden seit der Stalinära (1929–1953) große Wassermengen für die künstliche Bewässerung riesiger Anbauflächen für Baumwolle in Kasachstan und Usbekistan entnommen. Durch den geringeren Zufluss sank seitdem der Wasserspiegel des Sees kontinuierlich.
Seit den 1960er Jahren bis 1997 sank der Wasserspiegel um 18 Meter von 53 Meter auf 35 Meter und die Fläche des Sees ging um 44,3 Prozent auf 29.630 Quadratkilometer zurück. Das Wasservolumen reduzierte sich um 90 Prozent, gleichzeitig vervierfachte sich der Salzgehalt. Die Geographin Taissia Budnikowa, die beim Internationalen Fonds zur Rettung des Aralsees (IFAS) und in Almaty tätig war und den Aralsee seit 1977 untersuchte, gab an, davon überzeugt zu sein, dass bis Ende der 1970er Jahre niemand hätte vorhersagen können, dass der Aralsee austrocknen werde, man sei von üblichen Pegelschwankungen ausgegangen sowie von der Gewissheit, dass das fehlende Wasser aus dem wasserreichen Norden der Sowjetunion den Aralsee erhalten könne (vgl. Dawydow-Plan). Erst danach, als sich die Küstenlinie in den flacheren Regionen schon mehrere Kilometer in einem Jahr zurückzog, hätten „alle großen Forschungsinstitute aus Kasachstan, Usbekistan, Moskau und Leningrad“ gewusst, dass die Austrocknung ein realistisches Szenario sei. Agadschan Babajew (russisch Агаджан Гельдиевич Бабаев), Akademiepräsident von Turkmenistan und vormals Direktor des Wüsteninstituts, wurde 1984, also noch vor der Aufgabe des Dawydow-Plans, vom Spiegel mit den Worten zitiert: „Die Zukunft des Aralsees ist festgelegt“ – und der Spiegel fügte an: Eine durch Menschenhand verursachte ökologische Katastrophe. Bis zur politischen Öffnung der beiden ehemaligen Sowjetrepubliken kannten lediglich Wissenschaftler, hohe Beamte und die Bewohner die damit verbundenen ökologischen Probleme des Sees.
Damals zerfiel der Aralsee durch Verlandung in zwei Hauptteile: den südlichen Großen Aralsee und den nördlichen Kleinen Aralsee. 1990 wies der Große Aralsee eine Fläche von etwa 33.000 Quadratkilometern auf, der Kleine Aralsee eine Fläche von etwa 3000 Quadratkilometern. Der Aibugirsee stellte vormals einen sich südwestlich des Großen Aralsees weit über 100 km nach Süden streckenden Teil des Aralsees dar, der sich allerdings schon vor 1960 abgetrennt hatte.
Zwischen November 2001 und Juni 2002 wurde die Wosroschdenijeinsel zur Halbinsel. Sie war noch im 19. Jahrhundert die drittgrößte, gegen 1960 die zweitgrößte Insel des Aralsees. Die Insel Barsakelmes war vor 1960 die zweitgrößte und verlandete etwa 1995/96. Die im Norden gelegene Insel Kokaral, vor 1960 die größte Insel, verlandete Ende der 1960er Jahre im Westteil und gegen Ende 1989 im Osten, was zur Teilung in Kleinen Aralsee und Großen Aralsee führte. Die noch 1960 am Ufer gelegenen Städte Aral (russisch: Aralsk) am Nordufer und Mujnak am Südufer liegen heute aufgrund der Verlandung 30 beziehungsweise etwa 80 Kilometer entfernt von der Uferlinie, auch andere ehemalige Hafenstädte, Bade- und Uferorte liegen heute mitten in der Wüste, teilweise mehr als 100 Kilometer vom heutigen Ufer entfernt.
Die jeweils aktuelle Größe des Aralsees war abhängig von der Witterung und den Niederschlagsmengen. Daher variierten die zu verschiedenen Zeitpunkten erhobenen Messwerte zu seiner Flächenausdehnung und Tiefe erheblich. Infolgedessen wichen auch die diesbezüglichen Angaben in vielen Quellen deutlich voneinander ab.
Der Wasserspiegel sank im Großen Aralsee im Sommer 2003 schneller als vorausgesagt. Die Oberfläche lag nur noch 30,5 Meter über dem Meeresspiegel. Damit lag sie 3,5 Meter niedriger, als in den frühen 1990er Jahren prognostiziert worden war. In den tiefsten Bereichen des Großen Aralsees ist das Wasser der unteren Schichten salziger und schwerer als das an der Oberfläche, es findet keine Vermischung statt. So wird nur das oberflächennahe Wasser des Großen Aralsees im Sommer aufgeheizt und verdunstet deshalb schneller als erwartet.
Wegen des kontinuierlichen Zuflusses des Amudarja wie auch durch die Niederschläge von etwa 100 Millimeter pro Jahr in dieser Region wurde angenommen, dass der Aralsee nicht völlig austrocknen könne. Im Frühjahr 2009 war das östliche Becken beinahe, im Sommer 2016 erstmals seit dem Mittelalter vollständig ausgetrocknet. Die entstandene Wüste wird als Aralkum bezeichnet.
| Jahr                  | 1950   | 1960   | 1970   | 1980   | 1990   | 2000                                                          | 2001                                                          | 2002                                                          | 2003                                                          | 2004                                                          | 2005                                                          | 2006                                                          | 2007                                                          | 2008                                                          | 2009                                                          | 8/2010                                                        | 7/2011                                                        | 8/2012                                                        | 8/2013                                                        | 9/2014                                                        | 8/2015                                                        |
| --------------------- | ------ | ------ | ------ | ------ | ------ | ------------------------------------------------------------- | ------------------------------------------------------------- | ------------------------------------------------------------- | ------------------------------------------------------------- | ------------------------------------------------------------- | ------------------------------------------------------------- | ------------------------------------------------------------- | ------------------------------------------------------------- | ------------------------------------------------------------- | ------------------------------------------------------------- | ------------------------------------------------------------- | ------------------------------------------------------------- | ------------------------------------------------------------- | ------------------------------------------------------------- | ------------------------------------------------------------- | ------------------------------------------------------------- |
| Wasserspiegel über NN | 52,90  | 53,50  | 51,44  | 45,76  | 39,08  | 33,80                                                         | 32,40                                                         | 32,00                                                         | 31,50                                                         | 31,09                                                         | 30,70                                                         | 30,40                                                         | 29,51                                                         | 28,31                                                         | 27,53                                                         | hauptsächlich jahreszeitliche Schwankungen                    | hauptsächlich jahreszeitliche Schwankungen                    | hauptsächlich jahreszeitliche Schwankungen                    | hauptsächlich jahreszeitliche Schwankungen                    | hauptsächlich jahreszeitliche Schwankungen                    | hauptsächlich jahreszeitliche Schwankungen                    |
| Wasservolumen (km³)   | 1058,0 | 1093,0 | 971,7  | 648,7  | 354,0  | 330,0                                                         | 131,2                                                         | 110,8                                                         | 97,2                                                          | 93,5                                                          | 89,8                                                          | 81,4                                                          | 75                                                            | ?                                                             | ~ 105 (Anstieg durch Aufstauen des nördlichen Aralsees)       | ~ 105 (Anstieg durch Aufstauen des nördlichen Aralsees)       | ~ 105 (Anstieg durch Aufstauen des nördlichen Aralsees)       | ~ 105 (Anstieg durch Aufstauen des nördlichen Aralsees)       | ~ 105 (Anstieg durch Aufstauen des nördlichen Aralsees)       | ~ 105 (Anstieg durch Aufstauen des nördlichen Aralsees)       | ~ 105 (Anstieg durch Aufstauen des nördlichen Aralsees)       |
| Oberfläche (km²)      | 65.607 | 68.478 | 60.692 | 51.743 | 35.349 | 36.900                                                        | 21.000                                                        | 18.700                                                        | 17.300                                                        | 16.400                                                        | 15.770                                                        | 13.470                                                        | 14.183                                                        | 10.579                                                        | 8.157                                                         | 13.836                                                        | 10.621                                                        | 8.958                                                         | 9.155                                                         | 7.297                                                         | 8.303                                                         |
| Salinität (g/L)       | 10,2   | 9,9    | 11,2   | 16,8   | 30,0   | ~ 20–150; stark abhängig von Gebiet und Wasserstand (Details) | ~ 20–150; stark abhängig von Gebiet und Wasserstand (Details) | ~ 20–150; stark abhängig von Gebiet und Wasserstand (Details) | ~ 20–150; stark abhängig von Gebiet und Wasserstand (Details) | ~ 20–150; stark abhängig von Gebiet und Wasserstand (Details) | ~ 20–150; stark abhängig von Gebiet und Wasserstand (Details) | ~ 20–150; stark abhängig von Gebiet und Wasserstand (Details) | ~ 20–150; stark abhängig von Gebiet und Wasserstand (Details) | ~ 20–150; stark abhängig von Gebiet und Wasserstand (Details) | ~ 20–150; stark abhängig von Gebiet und Wasserstand (Details) | ~ 20–150; stark abhängig von Gebiet und Wasserstand (Details) | ~ 20–150; stark abhängig von Gebiet und Wasserstand (Details) | ~ 20–150; stark abhängig von Gebiet und Wasserstand (Details) | ~ 20–150; stark abhängig von Gebiet und Wasserstand (Details) | ~ 20–150; stark abhängig von Gebiet und Wasserstand (Details) | ~ 20–150; stark abhängig von Gebiet und Wasserstand (Details) |

## Versalzung und Umweltverschmutzung
Durch die Umleitung großer Wassermengen erreicht heute insbesondere den südlichen Teil kaum noch Wasser. Allein der vom Amudarja abzweigende Karakumkanal führt einen erheblichen Teil des Wassers ab, das zu früheren Zeiten von Süden in den Aralsee floss. Auch der früher wasserärmere Syrdarja bringt kaum noch Wasser zum Aralsee, liefert heute jedoch sogar noch mehr Wasser als der durch die Anrainerstaaten oft vollständig ausgetrocknete Amudarja.
Während die Flüsse in den 1950er Jahren mit durchschnittlich gut 60 km³/Jahr gegenüber Niederschlägen von gut 9 km³/Jahr noch den weitaus größeren Anteil zum Wasserhaushalt des Aralsees beitrugen, sank ihr Anteil im letzten Jahrzehnt des 20. Jahrhunderts auf 16 km³/Jahr, sodass der zum Erhalt des Wasserspiegels notwendige Ausgleich der jährlichen Verdunstung von knapp 70 km³/Jahr nicht mehr geleistet werden konnte. Damit fehlt dem See heute eine jährliche Wassermenge von über 40 km³, dies entspricht mit 1300 m³/s etwa dem Abfluss des Rheins bei Speyer.
Die starke landwirtschaftliche Nutzung und die sich beschleunigende Verlandung des abflusslosen Salzsees führten in den letzten 30 Jahren zur zunehmenden Versalzung des Sees, der Uferregionen und auch umgebender Bereiche.
In den trocken gefallenen Gebieten rund um den See finden sich an vielen Stellen Dünen, bei denen es sich um eine Ansammlung vom Wind angewehter Salze handelt. Die früher östlich des Sees beginnende Kysylkum-Wüste reicht mittlerweile bis an den See heran, die sehr salzreichen Dünen teilweise bis in den See hinein. Die Wüste dehnt sich auch zunehmend in die fruchtbaren landwirtschaftlichen Bereiche südlich des Sees hin aus.
Gleichzeitig mit der Austrocknung stieg auch der Salzgehalt (Salinität) des Wassers an, was ein Fischsterben mit dem Niedergang von Fischerei nach sich zog. Der ursprüngliche Salzgehalt des Sees lag bei etwa neun Gramm je Liter (0,9 Prozent = 9 ‰; 1960). Bis 1980 hatte er sich bereits auf 16,5 Gramm pro Liter und bis Mitte der neunziger Jahre auf 30 Gramm pro Liter erhöht. 2003 wurde im Großen Aralsee im westlichen Becken eine durchschnittliche Salinität von mehr als 75 Gramm je Liter und im östlichen Becken über 150 Gramm pro Liter gemessen. Damit war das Wasser des Sees zu diesem Zeitpunkt gut zweimal bzw. viermal so salzig wie das Wasser der Ozeane.
Nach dem Rückzug der Wasserlinie bleibt eine Salz- und Staubwüste, die durch jahrzehntelange hohe Einträge an künstlichen Düngemitteln, Herbiziden, Pestiziden und anderen Schadstoffen zudem sehr gesundheitsgefährdend ist.
Im Staub in der Region um den Aralsee findet sich bis heute die chemisch sehr stabile und hochgiftige Verbindung TCDD, ein Nebenprodukt unsauber hergestellter Herbizide, welche in der Landwirtschaft an den den Aralsee speisenden Flüssen eingesetzt wurden. Unter exzessiver Verwendung dieser verunreinigten Herbizide wurden vor der maschinellen Baumwollernte die durch die Umleitung der Flüsse bewässerten Plantagen entlaubt.
Die Salz- und Staubverschmutzung vergrößert sich noch dadurch, dass der Aralsee in einer großen Luftschneise von West nach Süd liegt. Der Luftstrom nimmt auch Aerosole auf und verteilt sie bis in die höheren Schichten der Stratosphäre, ein Vorgang, der die globale Luftverschmutzung um rund 5 Prozent ansteigen lässt. Aus diesem Grund können Pestizide aus der Aralregion sogar im Blut von Pinguinen der Antarktis nachgewiesen werden. Auch kann man den Aralstaub auf Grönlands Gletschern, in Norwegens Wäldern und in der Mongolischen Wüste finden.
Seit den 1970er Jahren stieg die Zahl der Magen- und Darmerkrankungen sowie die der Krankheiten der Atmungsorgane sprunghaft an. So breiteten sich Typhus, Paratyphus, Hepatitis und Tuberkulose aus. Typhuserkrankungen nahmen teilweise um das 20- bis 30-fache zu. Auch organische Erkrankungen treten gehäuft auf und die Anzahl der Krebserkrankungen nahm extrem zu. Am schlimmsten betroffen sind Kinder und schwangere Frauen. Die Kindersterblichkeit ist viermal höher als in Russland und in den meisten Regionen stirbt jedes zehnte bis zwölfte Kind vor dem 1. Lebensjahr. Sie wird durch verseuchte Nahrungsmittel und die Aufnahme von hohen Anteilen von Pflanzenschutzmitteln in der Muttermilch begünstigt. Damit ist die Säuglingssterblichkeit vergleichbar mit armen afrikanischen Staaten wie Kamerun, Kenia, Sudan oder Simbabwe. Einher geht dies mit einer wachsenden Zahl von Fehlbildungen und Behinderungen Neugeborener wie zum Beispiel Lippen-Kiefer-Gaumenspalten oder Anenzephalie (angeborenes Fehlen des Gehirns). 30 Prozent der Kindersterblichkeit sind auf akute Darmerkrankungen zurückzuführen. 70 Prozent der Mütter und 96 Prozent der gebärfähigen Frauen leiden aufgrund von Mangelernährung an Anämie. Salzstaub führt bei vielen zu Atemwegs- und Augenerkrankungen.
Nagetiere aus den vertrocknenden Sumpfregionen flohen in die bewohnten Gebiete und übertrugen Erreger, wenn sie sich in Brunnen und Böden aufhielten. Dazu gehören Pest, Cholera und Tularämie. 1989 hatten von zehn Personen mindestens sechs ein Krankheitsbild, ob Kind oder Erwachsener. Man schätzt, dass ungefähr 25 Prozent der Bevölkerung in den Baumwollanbaugebieten geistig retardiert sind. Es wird davon ausgegangen, dass die gesundheitlichen Folgen der Austrocknung des Aralsees vom Ausmaß ähnlich den Folgen des Reaktorunfalls in Tschernobyl sind, jedoch ist die Aufmerksamkeit für den Aralsee in der westlichen Welt sehr gering.
Neben einer politisch motivierten Geheimhaltung in den Sowjetrepubliken wurde auch die Mentalität der Bevölkerung als Ursache für das wenig ausgeprägte Bewusstsein zu einer katastrophalen Situation in Betracht gezogen. Nach Meinung der Geographin Taissia Budnikowa habe das kasachische Volk in seiner Geschichte immer unter „schwierigen natürlichen, ökologischen und klimatischen Bedingungen gelebt“ und sei schwierige Lebensverhältnisse gewöhnt, sodass die Menschen die Situation am Aralsee „nicht als so dramatisch erachten, wie es auf internationaler Ebene wahrgenommen“ worden sei.
Zusammengefasst sind die Gründe der hohen Mortalität und Morbidität:
- Schlechte Gesundheitsfür- und -vorsorge
- Schlechte soziale Lebensbedingungen
- Starke Versalzung und chemische und bakteriologische Verschmutzung des Trinkwassers
- Einatmen von Salz und Staub aus der Luft
- Verseuchung der Nahrungsmittel durch Pestizide und Düngemittel in den Böden
- Vererbung von Krankheiten und Gendefekten

Südwestlich des Aralsees bildete sich in der Sarykamysch-Senke aus umgeleitetem Wasser des Amudarja und landwirtschaftlichen Abwässern inzwischen der Sarykamyschsee. Das Wasser dieses Sees gilt als giftig, da es einen hohen Anteil an Pestiziden und Schwermetallen aufweist.
Die Arten- und Individuenzahl am Aralsee verringert sich zunehmend. Gleiches ist auch an den Uferregionen zu erkennen. Nach dem Rückgang des Sees werden Uferflächen von wirbellosen Kleintieren, Eidechsen, Schlangen und Nagetieren besiedelt, die allerdings rasch verschwinden, da der Sand der Kysylkum diese Areale schließlich in lebensfeindliche Salzsteppe verwandelt.

## Dawydow-Plan

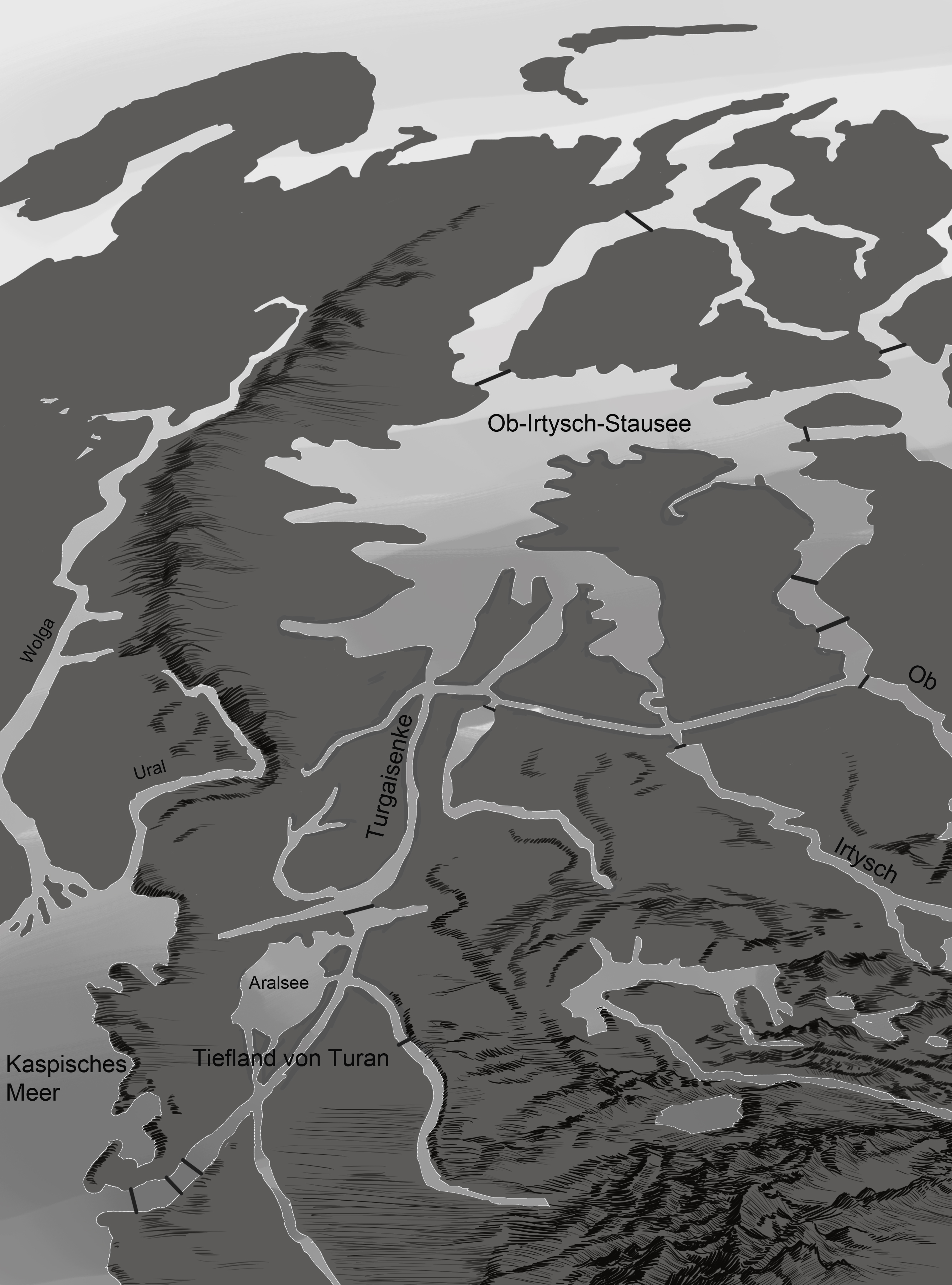
Zeichnerische Darstellung des Dawydow-Plans

Projekte zur Umleitung sibirischer Flüsse entstanden bereits im 19. Jahrhundert. Der Wasserreichtum Nordsibiriens wurde damals als überflüssig eingeschätzt; im Zusammenhang mit der Planung großer Kanäle wie dem Suez- oder Panamakanal wurde auch über die Realisierung einer ganzjährig nutzbaren Erschließung Sibiriens auf dem Wasserweg in Form eines Kanals nachgedacht.
Den geografischen Niederungen folgend sollte ein Teil des Wassers der großen westsibirischen Flüsse, insbesondere des Ob und seines Nebenflusses Irtysch, durch einen Kanal entlang der Turgaisenke und durch die trockenen, abflusslosen Becken des Tieflandes von Turan unter Ausnutzung des Laufes von Tobol, Ubagan und Turgai über den Schalkartengis und den Aralsee durch das ausgetrocknete Flussbett des Usboi ins Kaspische Meer umgelenkt werden.
Diesbezügliche Überlegungen wurden in der sowjetischen Ära angesichts der beginnenden Austrocknung des Aralsees konkret konzipiert (Dawydow-Plan), zur Ausführung kam es jedoch aus Kostengründen und wegen unvorhersehbarer ökologischer Auswirkungen nicht. Ähnliche Pläne werden jedoch bis heute immer wieder aufgegriffen, zuletzt vom damaligen kasachischen Präsidenten Nursultan Nasarbajew 2010.

## Rettung des Nördlichen Aralsees

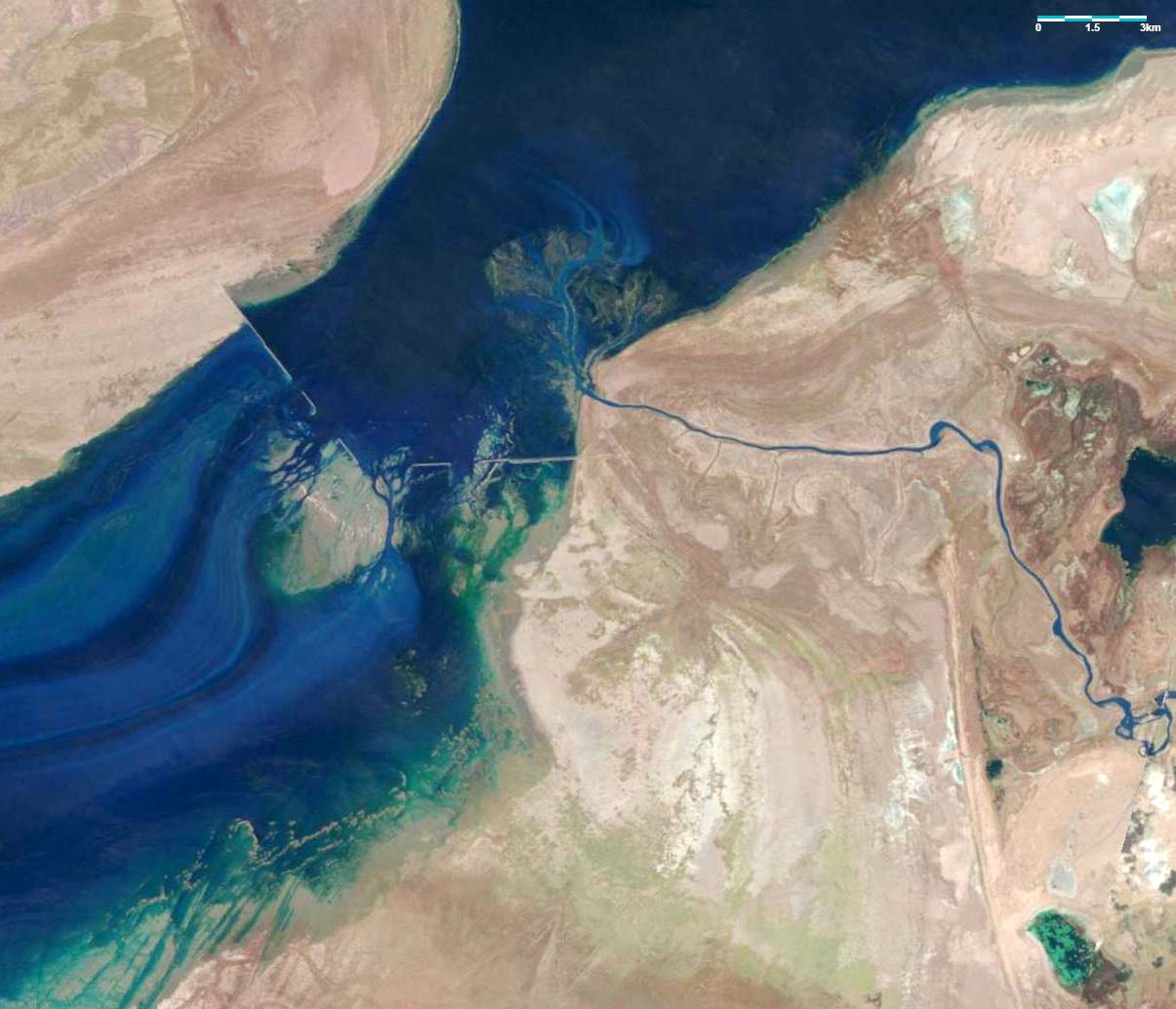
Bruch des Kokaral-Damms 1999

Wachsen des nördlichen Aralsees durch den Bau des Kokaral-Damms

Um zumindest den kleineren (nördlichen) Teil des Aralsees zu retten, wurde in den 1990er Jahren von Kasachstan ein Deich gebaut, um das Wasser zurückzuhalten. Während seines Bestehens erhöhte sich der Wasserspiegel im Kleinen Aralsee, das Klima verbesserte sich und es konnten wieder mehr Fische gefangen werden. Aufgrund der unzulänglichen Bauweise brach dieser Damm jedoch nach kurzer Zeit. Daraufhin wurde 2003 mit dem Bau eines neuen Damms begonnen. Da auch die Weltbank Mittel hierfür bereitstellte, konnte diesmal Beton als Baumaterial verwendet werden. Der neue Damm wird auch Kokaral-Damm genannt. Zusätzlich zu diesem Dammbau wurden auch Maßnahmen ergriffen, um die Bewässerungssysteme des Syr-Darja zu verbessern, welcher in den nördlichen Teil des Sees mündet. Dabei wurden Kanäle repariert und zum Teil auch ausbetoniert. Damit sollte zusätzliches Wasser in den See geleitet werden. 2005 wurde der Kokaral-Damm fertiggestellt.
Bis 2006 stieg der Seespiegel um 3 Meter, die Fläche nahm um 900 km² zu und das Volumen um 11 km³, der Salzgehalt sank deutlich. Da der Kleine Aralsee einen Abfluss hat, sank auch die Konzentration der Giftstoffe: Sie wurden in den Großen Aralsee gespült. Infolgedessen stiegen die Fischereierträge und die Staubbelastung sank deutlich – zumindest wenn kein Südwind weht, welcher Staub aus dem Großen Aralsee herbeiträgt. An manchen Stellen verlagerte sich die Küstenlinie um mehr als 75 Kilometer. Die kasachische Regierung hofft, dass sich der Kleine Aralsee durch weitere Verbesserungen der Bewässerungssysteme weitgehend erholen wird.
Die Wasserlinie im Nordteil des Sees stabilisierte sich – nach einem Tiefstand im Jahr 2004 bei 32 Metern über dem Meeresspiegel – im Jahr 2009 wieder auf einer Höhe von 43 Metern. Die Wasserfläche des Nordteils wuchs dabei um mehr als 30 Prozent, auf nun rund 3300 Quadratkilometer, das Volumen beträgt 27 km³. Der Salzgehalt liegt dort heute wieder unter 1,5 Prozent, gegenüber vier Prozent Ende der 1990er Jahre; die Fischbestände haben sich erholt.
Als Nachteil des Projektes beschleunigt sich die Austrocknung des Südteils, da das den Nordteil des Sees füllende Wasser nun im Süden fehlt. Durch das Staudammprojekt wurde der Wasserzufluss in die Südhälfte insgesamt um etwa ein Drittel reduziert. Demzufolge greift Usbekistan, welchem die Südhälfte des Großen Aralsees gehört, das Projekt als „Egoismus“ an. Die kasachische Regierung hält dagegen, dass „keine Hoffnung bestehe, den gesamten See zu retten, wenn Usbekistan nicht auf die Bewässerung entlang des Amu-Darja verzichte, weshalb man das Beste aus der Situation gemacht habe“.

## Aydarsee

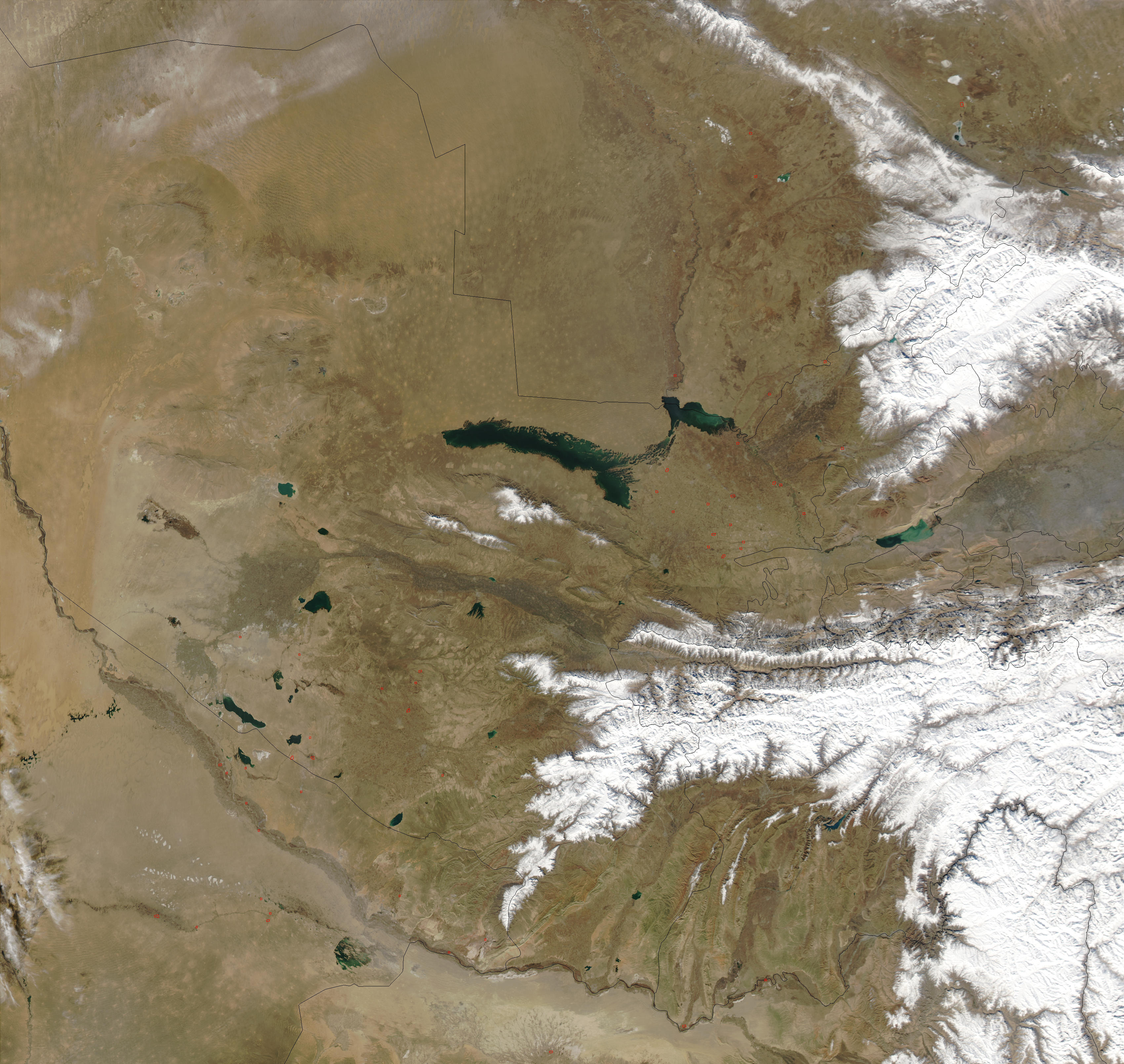
Satellitenbild mit dem Aydarsee in der Mitte

Der Syrdarja wird in Kasachstan durch die 1965–1968 bei der Stadt Schardara errichtete Schardara-Talsperre gestaut. Der zugehörige Stausee hat eine Fläche von 783 km². Die Talsperre besitzt einen Notüberlauf ins Tiefland von Arnasay, um Überschwemmungen kontrollieren zu können. 1969 musste dieser im Laufe einer Flutkatastrophe geöffnet werden, da die Kapazität des Dammes nicht geeignet war, die Wassermassen zu kontrollieren. So wurden vom Februar 1969 bis zum Februar 1970 beinahe 60 Prozent des durchschnittlichen Jahresabflusses des Syrdarja (22 km³) vom Schardara-Reservoir ins Arnasay-Tiefland abgeleitet. Daraus entstand in den usbekischen Viloyaten Jizzax und Navoiy der Aydarsee mit einer Fläche von 3.600 Quadratkilometern als ein unbeabsichtigtes Nebenprodukt sowjetischer Planungen in der südöstlichen Kysylkum.

## Flora und Fauna
Aus dem Jahr 1852 existieren Berichte, die vom Reichtum an Karpfen, Welsen, Stören, Pelikanen, Möwen, Igeln, Ziegen, Antilopen, Wölfen und Tigern im und um den See erzählen. Der See war damals schwach brackig (Salinität etwas über 1 ‰).

## Nutzung
Die ehemals im See gelegene Insel der Wiedergeburt diente dem sowjetischen Militär und der sowjetischen Behörde Biopreparat von 1936 bis 1991 über viele Jahre als Testgelände von biologischen Waffen. Unter anderem wurden die Erreger von Milzbrand (Bacillus anthracis), Pest (Yersinia pestis) und Tularämie (Francisella tularensis) erprobt. Die Militärs in Usbekistan und der NATO befürchten, dass sich Terroristen hier Material für biologische Waffen besorgen könnten. Diese Gefahr wurde noch erhöht, als sich im Jahr 2002 die ehemalige Insel mit der Südküste verband und somit zu einer Halbinsel wurde.

## Musikvideo

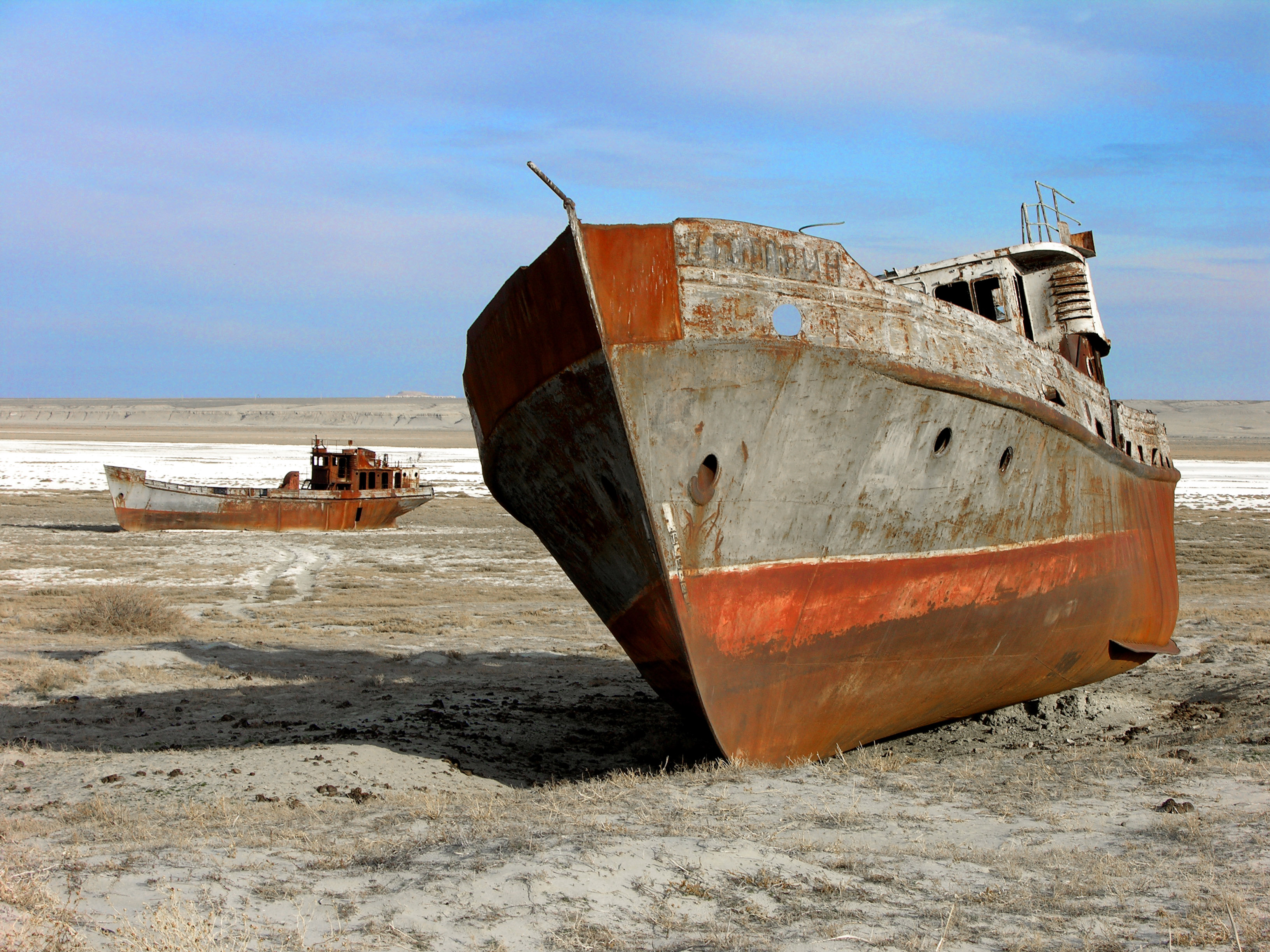
Schiffe auf dem Trockenen, Desertifikation am Aralsee

Das 2014 entstandene Musikvideo zu dem Titel Louder than Words vom Musikalbum The Endless River der britischen Rockband Pink Floyd zeigt Bilder vom Aralsee. Große Teile des Videos wurden von dem Regisseur Aubrey Powell am fast ausgetrockneten Aralsee zwischen Kasachstan und Usbekistan gedreht. Powell stellt den surreal erscheinenden Landschaftsbildern die Hoffnungslosigkeit einer Familie gegenüber, deren Großvater noch ein eigenes Schiff besaß, das nun als verfallendes Wrack auf dem salzigen ehemaligen Seeboden liegt.

## Historische Bilder

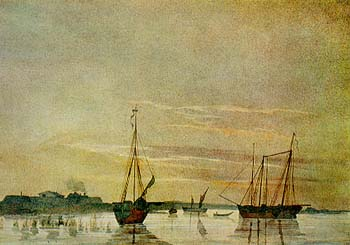
Gemälde von Taras Schewtschenko von 1848. Schoner auf dem Aralsee.
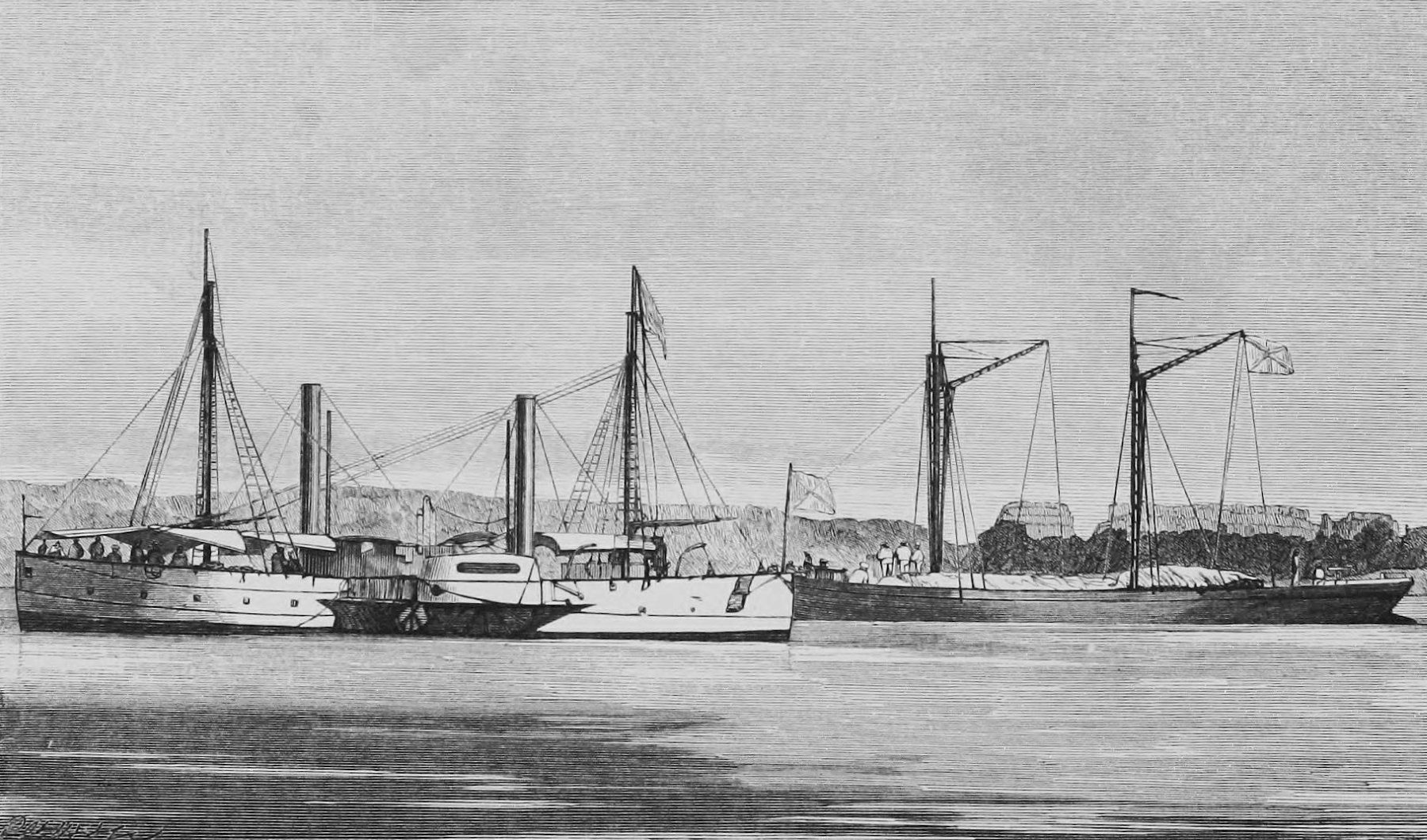
Schiffe der Aralflotte der Kaiserlich Russischen Marine 1850.
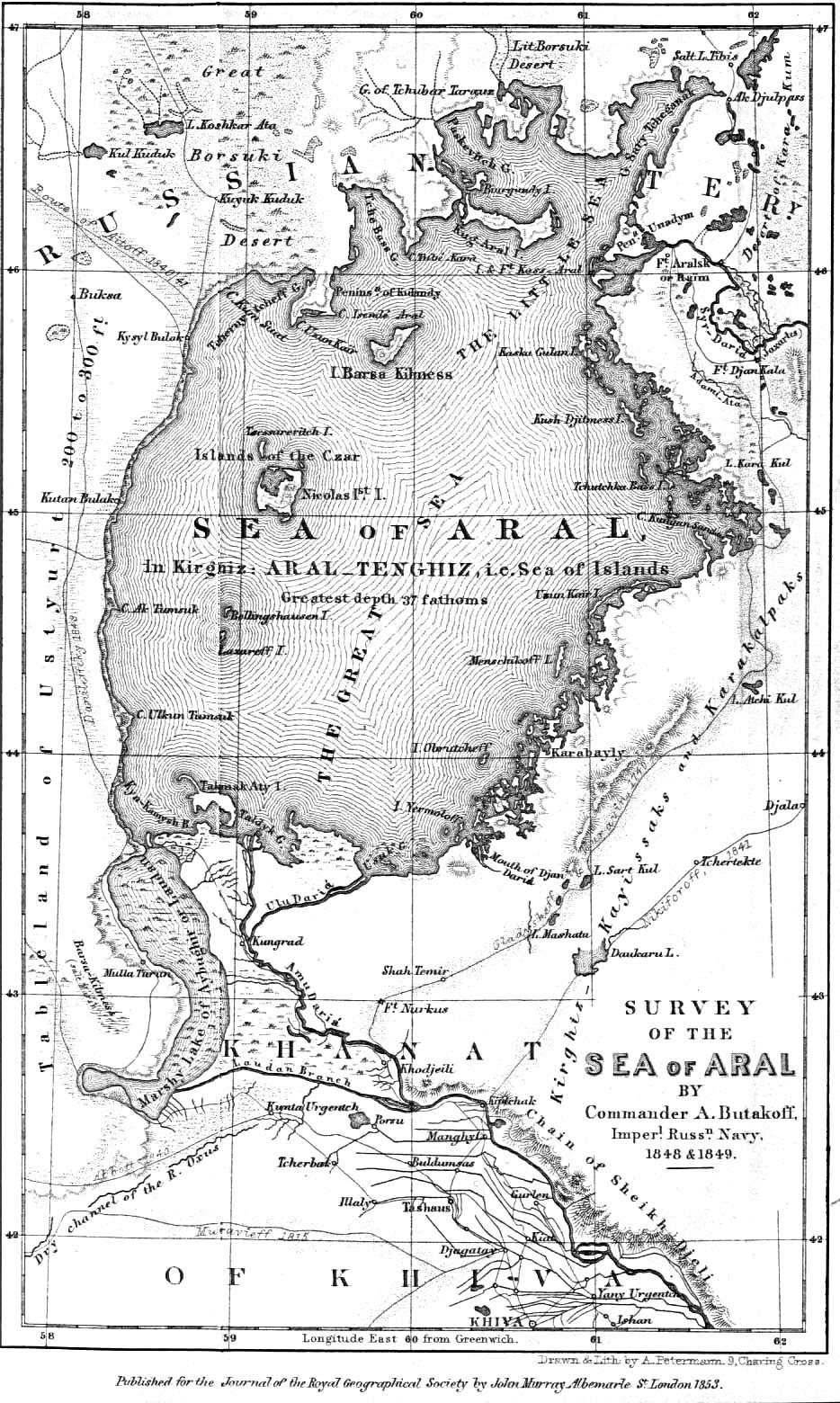
Die Karte des Aralsees von 1853 veröffentlicht für das Journal der Royal Geographical Society in London.
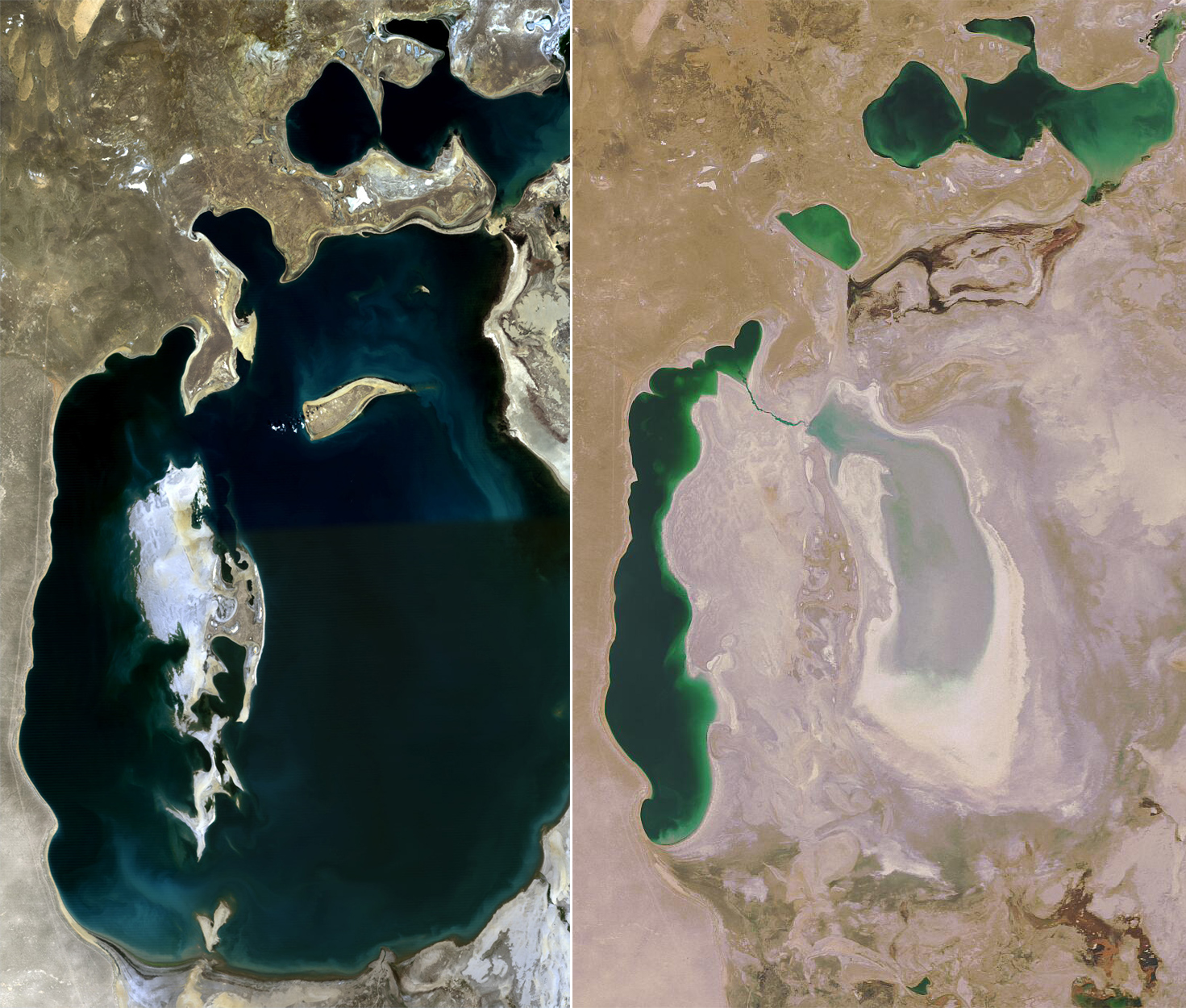
Der Aralsee im Jahr 1989 und 2008
- Das Schrumpfen des Aral-Sees in Satellitenaufnahmen von 2000 bis 2018

## Filme und Radio
- Frühe Warnung – Späte Einsicht. Dokumentation mit zeitgeschichtlichen und Dokumenten von 2007. SWR/WDR, 2007 (Online bei YouTube)
- Waiting for the Sea  (Spielfilm von 2012)
- Planet Sand: Aralkum – Die jüngste Wüste der Welt. Von Pierre-François Gaudry, deutsche Erstausstrahlung am 1. Mai 2017 bei Arte (Online bei YouTube)
- Sea Tomorrow[34] von Katerina Suvorova, Dokumentation von 2016, online bei Netflix[35]
- Das Wunder vom Kleinen Aralsee: Dokumentation Deutschland 2012 auf ard.de, abgerufen am 25. September 2013
- Das Wunder am Kleinen Aralsee: Die Rückkehr von Wasser, Fischen und Menschen (Memento vom 15. Juni 2013 im Internet Archive) Feature von Rita Knobel-Ulrich auf ndr.de
- Das menschengemachte Ökodesaster am Aralsee galt zuweilen als weltweit schwerwiegendste Umweltkatastrophe Podcast auf srf.ch, abgerufen am 25. September 2013
- Durch das verwegene Herz Zentralasiens: Folge 2 Aralsee (Memento vom 29. September 2013 im Internet Archive) Thomas Junker auf mdr.de, abgerufen am 25. September 2013